# Alessandra Melucco Vaccaro
Alessandra Vaccaro coniugata Melucco (Roma, 4 aprile 1940 – Roma, 29 agosto 2000) è stata una storica e archeologa italiana.

## Biografia
Ha apportato significative innovazioni in tre grandi ambiti: l'Alto Medioevo, il restauro archeologico e l'ambiente ed il paesaggio.
Nel 1976 fu eletta deputato alla VII legislatura nelle file del Partito Comunista.
Nel febbraio del 2001 il Presidente Carlo Azeglio Ciampi le ha conferito la Medaglia d'Oro per la cultura e per l'arte alla memoria.

## Opere
- Mostra dei materiali della Tuscia Longobarda nelle raccolte pubbliche toscane, Firenze 1971
- Corpus della scultura altomedievale VII. La Diocesi di Roma. Tomo III La II regione ecclesiastica, Spoleto 1974
- Il Museo dell'Alto Medioevo, Roma 1975
- I Longobardi in Italia. Materiali e problemi, Milano 1982
- Archeologia e restauro, Milano 1989
- Arezzo. Il colle del Pionta. Il contributo archeologico alla storia del primitivo gruppo cattedrale, Arezzo 1991;
- A. Melucco Vaccaro, L. Paroli, Corpus della scultura altomedievale VII. La Diocesi di Roma. Tomo VI Il Museo dell'Alto Medioevo, Spoleto 1995
- N. Stanley Price, M. Kirby Talley Jr., A. Melucco Vaccaro, Historical and Philosophical Issues in the Conservation of Cultural Heritage, Los Angeles 1996
- E. Acquaro, M. T. Francisi, T. K. Kirova, A. Melucco Vaccaro, Tharros nomen, La Spezia 1999
- Archeologia e restauro, II ed. riv., Roma 1999 (2000)